# Принія рудочерева
Принія рудочерева (Prinia socialis) — вид горобцеподібних птахів родини тамікових (Cisticolidae). Мешкає в Індостані.

## Опис
Довжина птаха становить 13-14 см. Рудочерева принія має короткі, округлі крила, довгий, направлений вгору, смугастий, кремово-чорний хвіст, короткий чорний дзьоб. Тім'я сіре, нижня частина тілу рудувата. В гніздовий період північні популяції мають чорне тім'я і щоки, крила коричневі. В негнізовий період у них хвіст стає довшим, а над очима з'являються білі "брови". Линяння відбувається двічні на рік, навесні і восени. Південні популяції зберігають літнє забарвлення впродовж всього року.

## Підвиди
Виділяють чотири підвиди:
- P. s. stewarti Blyth, 1847 — північно-східний Пакистан, західна і північна Індія, Непал;
- P. s. inglisi Whistler, 1933 — північно-східна Індія, Бутан, Бангладеш;
- P. s. socialis Sykes, 1832 — південна Індія;
- P. s. brevicauda Legge, 1879 — Шрі-Ланка.

## Поширення і екологія
Рудочереві принії живуть на сухих луках і пасовищах, в чагарникових заростях і садах.

## Поведінка
Рудочереві принії харчуються комахами. Живуть парами. Сезон розмноження починається після завершення сезону дощів, на півночі Індії він зазвичай триває з червня по вересень, а на Шрі-Ланці з грудня по березень або з серпня по жовтень. Гніздо робиться з живого зеленого листя, яке зшите павутинням і встелене пухом. В кладці 3-5 яєць рудуватого або каштанового кольору. Інкубаційний період триває 12 днів. Рудочереві принії часто стають жертвами гніздового паразитизму з боку сіроволих і малих кукавок.

## Галерея

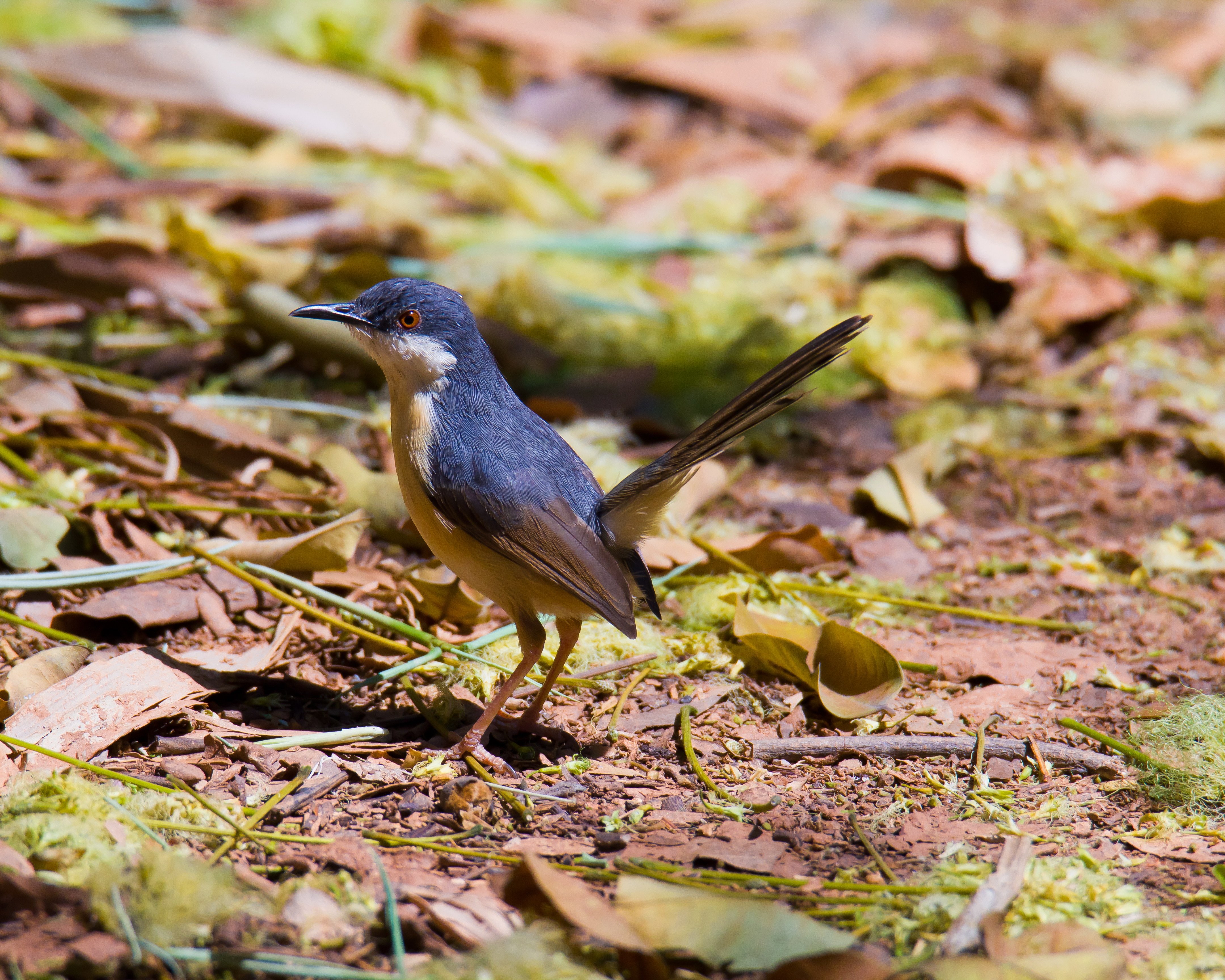
Рудочерева принія (Бенгалуру)
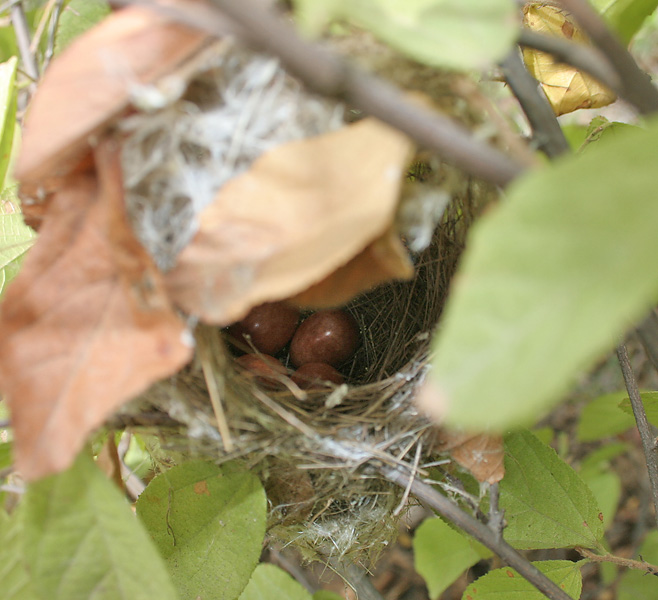
Гніздо з яйцями
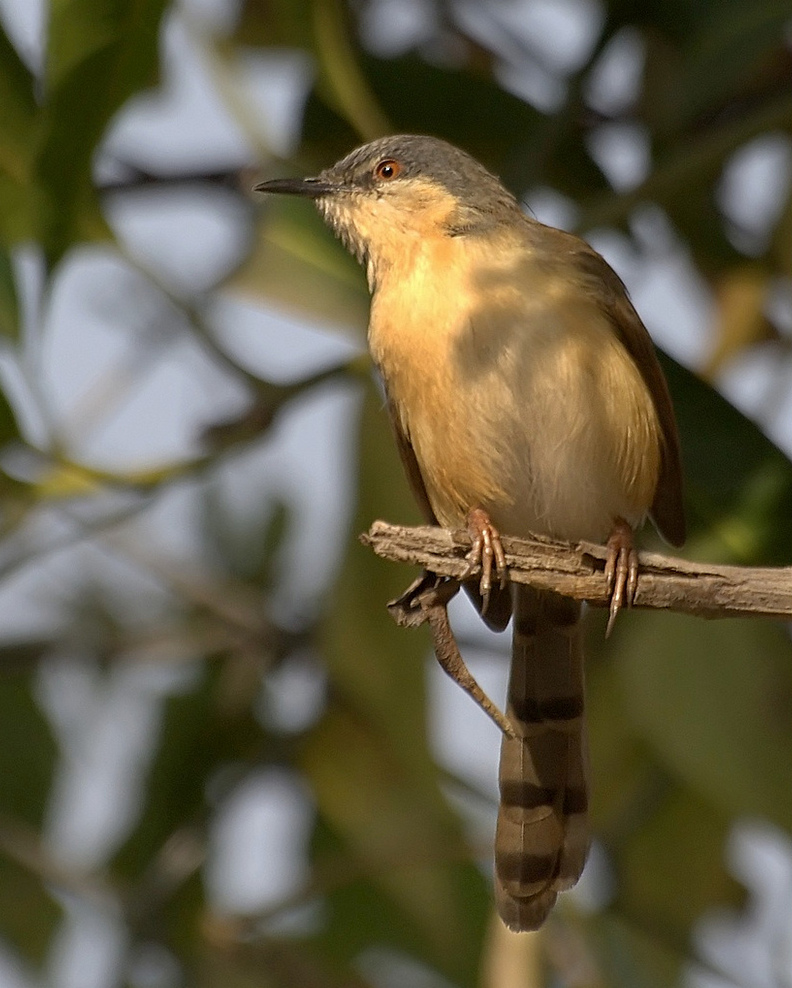
Рудочерева принія (Пуне, Махараштра)
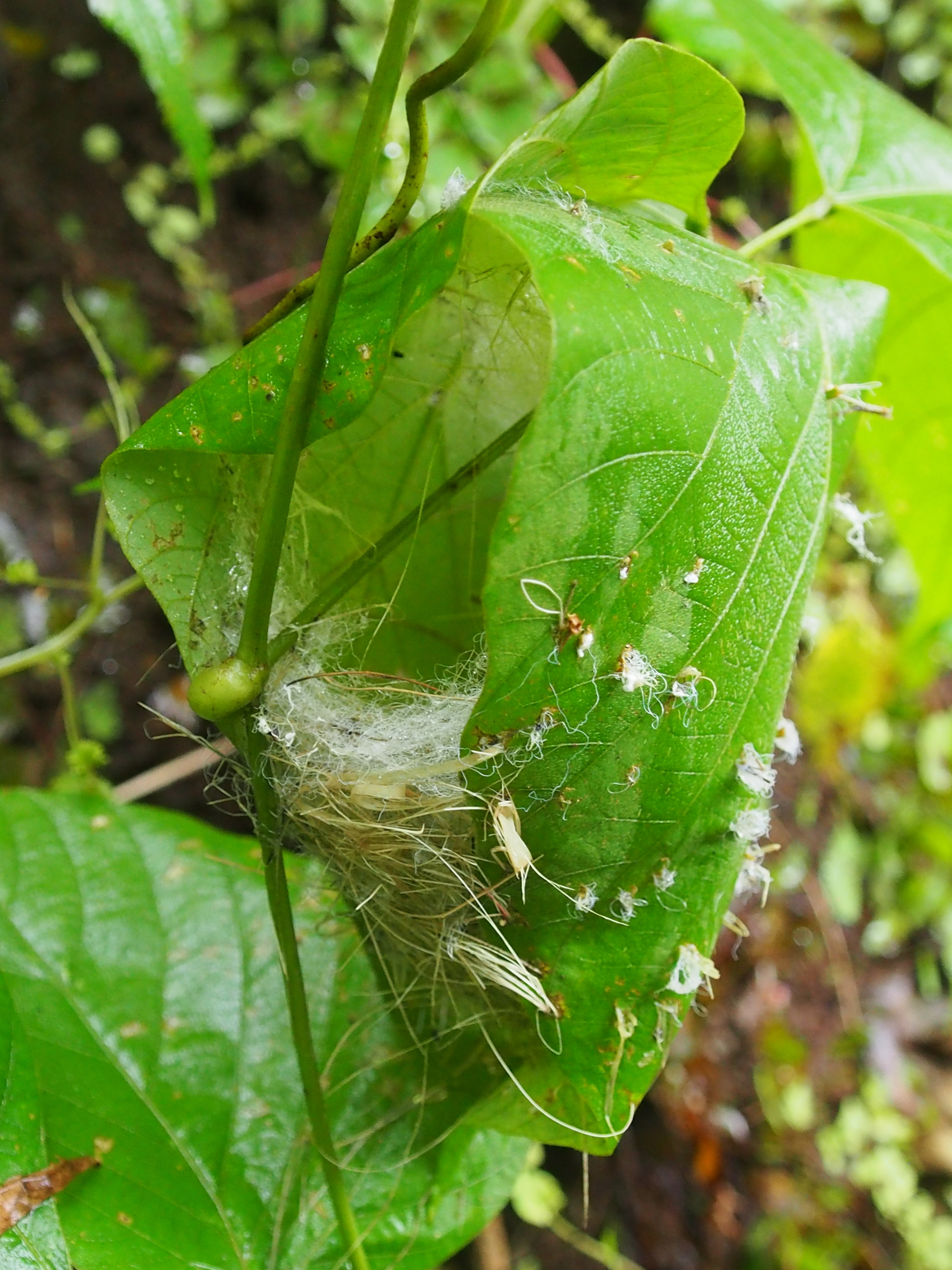
Гніздо рудочеревої принії (Мумбаї)